# كيم تشرنين
كيم تشرنين (بالإنجليزية: Kim Chernin)‏ (7 مايو 1940، ذا برونكس في الولايات المتحدة)؛ كاتِبة وشاعرة أمريكية.